# Alan Falomir Sáenz
Alan Jesús Falomir Sáenz (Chihuahua, Chihuahua, 23 de febrero de 1981) es un político mexicano, exmiembro del partido Movimiento Ciudadano. Actualmente es director de la Junta Municipal de Agua y Saneamiento de Chihuahua por designación de la gobernadora Maru Campos desde 2021.

## Biografía
Falomir nació en la ciudad de Chihuahua, el 23 de febrero de 1981, es Ingeniero Industrial egresado del Instituto Tecnológico de Chihuahua, profesión que ejerció durante varios años en la Iniciativa Privada.

### Carrera política
De joven, Falomir formó parte de Acción Juvenil del Partido Acción Nacional, renunciando a este en 2007. En 2009 se unió al partido Convergencia, que lo postuló candidato suplente de Bertha Luján Uranga a diputado federal plurinominal, no siendo electos.
Para 2010, fue registrado como candidato de Convergencia a diputado local al Congreso de Chihuahua por el Distrito 11, perdiendo la elección. En 2013, su partido lo postuló como candidato a regidor dentro de la planilla de Emilio Flores Domínguez, siendo electo el único y primer regidor por Movimiento Ciudadano en el Ayuntamiento de Chihuahua, siendo presidente de la Comisión de Salud, Deporte y Cultura Física del Cabildo Municipal. Ese mismo año fue designado Secretario General de su partido para el estado de Chihuahua.
El 4 de marzo de 2015, Falomir solicitó licencia a su cargo como regidor para ser candidato de su partido a diputado federal por el Distrito 6, registrándose formalmente el 28 de marzo y resultando no electo, ante lo que volvió al Cabildo Municipal. En 2016, fue designado candidato suplente a diputado local plurinominal de Miguel Vallejo Lozano, resultando elegidos pero sin llegar a ejercer el cargo en alguna ocasión.
En enero de 2017 fue nombrado Coordinador Estatal de Movimiento Ciudadano para el estado de Chihuahua. Así mismo, el 21 de diciembre de 2018, se registró como precandidato a diputado federal por el Distrito 8 con cabecera en Chihuahua. El 19 de febrero de 2018, fue ratificado como candidato a diputado federal por el Distrito 8 de Chihuahua de la coalición Por México al Frente conformada los partidos Acción Nacional, de la Revolución Democrática y Movimiento Ciudadano para las elecciones de ese año, resultando finalmente electo como diputado federal para la LXIV Legislatura para el periodo 2018-2021.
En 2021, Falomir buscó sin éxito ser candidato a presidente municipal de Chihuahua por Movimiento Ciudadano para las elecciones de ese año, hecho por el que renunció al partido y se unió al Partido Acción Nacional. A partir de 2021 es director de la Junta Municipal de Agua y Saneamiento de la ciudad de Chihuahua por designación de la gobernadora Maru Campos.